# Aricidea mariannae
Aricidea mariannae är en ringmaskart som beskrevs av Katzmann och Laubier 1975. Aricidea mariannae ingår i släktet Aricidea och familjen Paraonidae. Inga underarter finns listade i Catalogue of Life.